# سباستین فیدانی
سباستین فیدانی (انگلیسی: Sébastien Fidani؛ زادهٔ ۴ اوت ۱۹۷۸) بازیکن فوتبال اهل فرانسه است.
از باشگاه‌هایی که در آن بازی کرده‌است می‌توان به باشگاه فوتبال نیم المپیک اشاره کرد.